# Звиждук у осам
Звиждук у осам је југословенски филм из 1962. године. Режирао га је Сава Мрмак.

## Радња
Неколико филмских радника су хтели да сниме психолошку драму. Уместо кредита, који су тражили добили су савет: „Снимајте нешто смешно и тада ћете добити новац!“ прихватили су идеју и драма је постала музичка комедија.

## Улоге
| Глумац                    | Улога                                 |
| ------------------------- | ------------------------------------- |
| Ђорђе Марјановић          | певач                                 |
| Јованка Бјегојевић        | девојка која жели да глуми            |
| Јелена Жигон              | Позната глумица                       |
| Павле Вуисић              | директор филмског предузећа           |
| Антун Налис               | филмски редитељ                       |
| Жарко Митровић            | Благајник филмског предузећа          |
| Павле Минчић              | младић са конфетама                   |
| Сима Илић                 | директор банке                        |
| Љиљана Дуловић            | Балерина                              |
| Соња Хлебш                | секретарица у филмском предузећу      |
| Михајло Бата Паскаљевић   | ТВ редитељ                            |
| Зоран Лонгиновић          | асистент филмског редитеља            |
| Александар Груден         | Љубоморни момак                       |
| Деса Берић                | узнемирена мајка                      |
| Станко Буханац            | Портир                                |
| Радмило Ћурчић            | Новинар 1                             |
| Звонимир Ференчић         | Новинар 3                             |
| Мирослав Дуда Радивојевић | Камерман                              |
| Петар Словенски           | Водитељ                               |
| Растко Тадић              | Тип у мантилу 2                       |
| Анка Врбанић              | Старија госпођа која испробава шешире |
| Душан Кандић              | Тип са ролнама                        |